# ジョン・フレデリック・ピートー
ジョン・フレデリック・ピートー（John Frederick Peto、1854年5月21日 – 1907年11月23日）はアメリカ合衆国の画家である。1890年代からアメリカで流行した、「アメリカン・トロンプ・ルイユ」と呼ばれる、見る者に現実と錯覚させることを意図した静物画をウィリアム・ハーネットとともに描いた画家の一人である。このジャンルの画家は「忘れられた画家」となっていたが、1950年代に研究され、再発見された。

## 略歴
フィラデルフィアで金箔職人の息子に生まれた。1876年からペンシルベニア美術アカデミーで学んだ。「アメリカン・トロンプ・ルイユ」のジャンルを開いたウィリアム・ハーネットは6歳ほど年上であるが同時期に、ペンシルベニア美術アカデミーで学んでいて、友人であったとされる。1年強のアカデミー在籍期間と1879年から1887年の間は美術アカデミーの定例の展覧会に出展していた。1887年に結婚し、1889年にニュージャージー州、オーシャン郡の海岸のリゾート地、アイランドハイツ(Island Heights)に移り、配偶者と観光客の宿舎を営み、イベントで楽器を演奏をする仕事をしながら、自分の絵を観光客に売って収入を得た。生涯、画廊で展覧会をすることはなかったが、ピートーの代表作とされる作品はこの時期に描かれた。
ヨーロッパで修行したウィリアム・ハーネットが、1880年代に「アメリカン・トロンプ・ルイユ」のスタイルの静物画を描いて人気になり、20世紀の初めまでその人気は続いた。ピートーもその追随者となり、ジョン・ハバール(1856-1933)やジェファーソン・チャルファント(Jefferson David Chalfant:1856–1931) も同様のスタイルの作品を描き、オーティス・ケイ(Otis Kaye: 1885–1974)も10年ほど後に、同様の趣向の作品を描いた。ピートーは、腎臓を悪くし、1907年に手術を受けたとき、合併症を起こし53歳で亡くなり、没後、画家として忘れられることになった。
1950年代になって、音楽評論家、美術評論家のアルフレッド・フランカンスタイン(Alfred Frankenstein:1906–1981)が、アメリカン・トロンプ・ルイユの画家たちを研究した書籍「ウィリアム・ハーネットと1870年から1900年の間のアメリカの静物画家たち（After the Hunt; William Harnett and Other American Still Life Painters, 1870-1900）」(1853)を出版したことで、ペトーも再発見されることになった。
ペトーがアイランドハイツで住んだ、スタジオ兼住居は、100年以上ペトーの家族が住んでいたが、2011年にジョン・F・ペトー・スタジオ博物館(John F. Peto Studio Museum)として、ペトーが住んでいた当時の外観に復元され、ペトーの作品のレプリカが展示され、画家による絵画教室なども開かれた。

## 作品

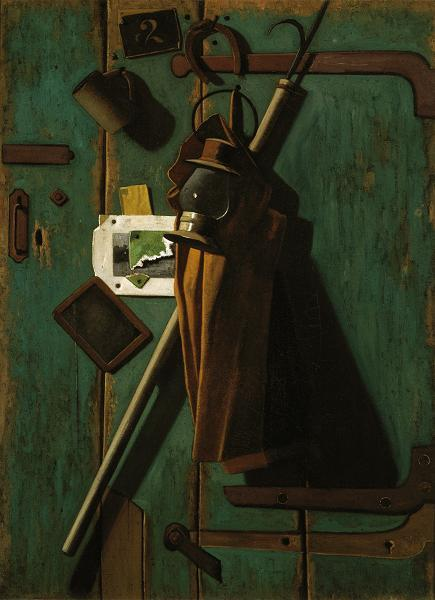
魚釣り小屋のドア(1905) ダラス美術館蔵
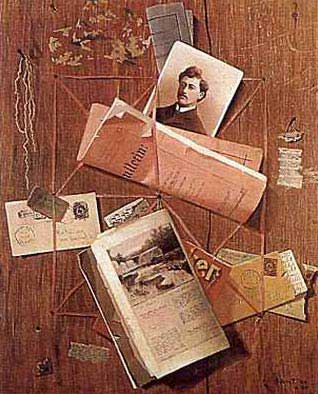
レターラック(1907)
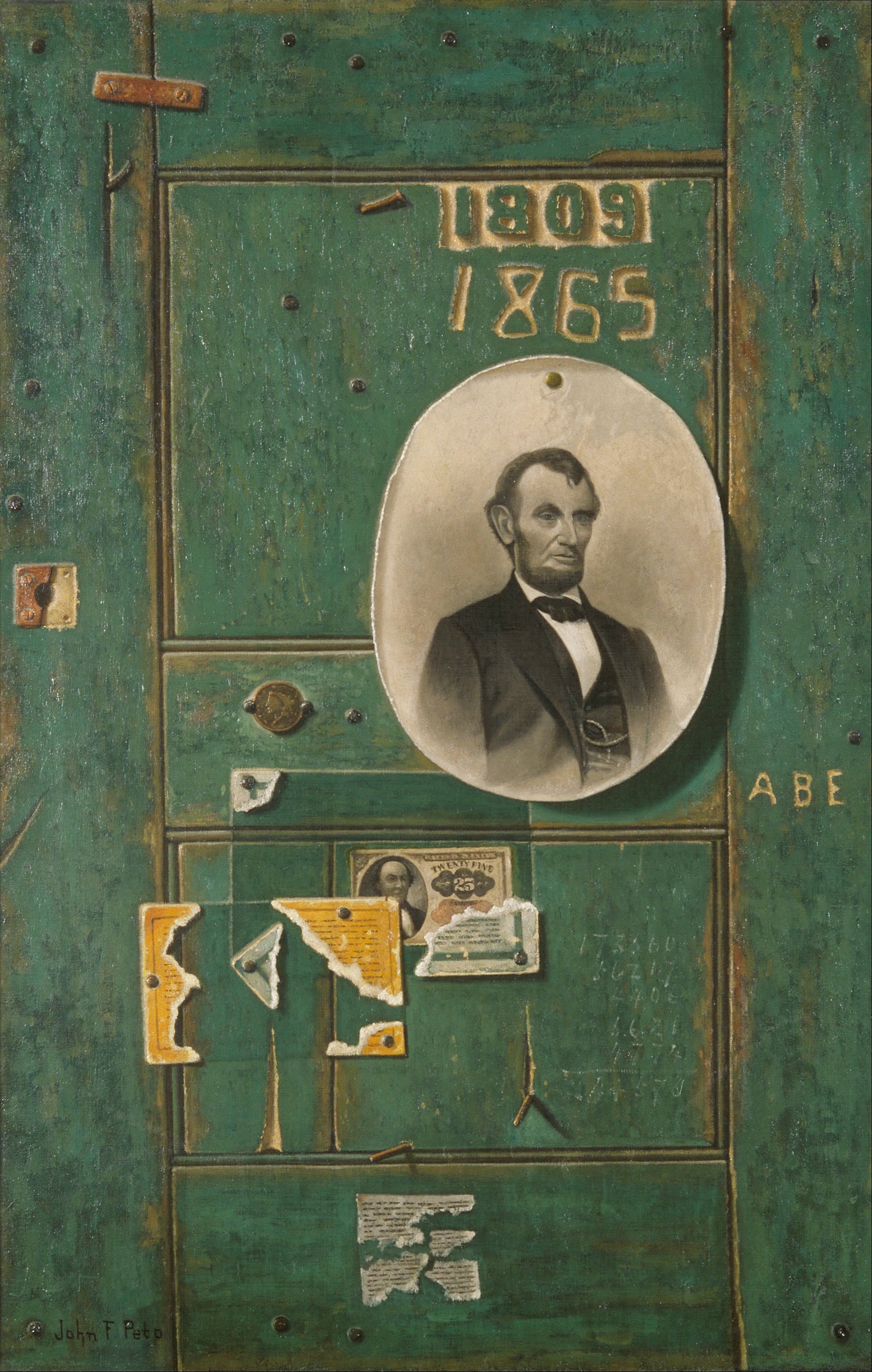
1865年の思い出 ミネアポリス美術館蔵
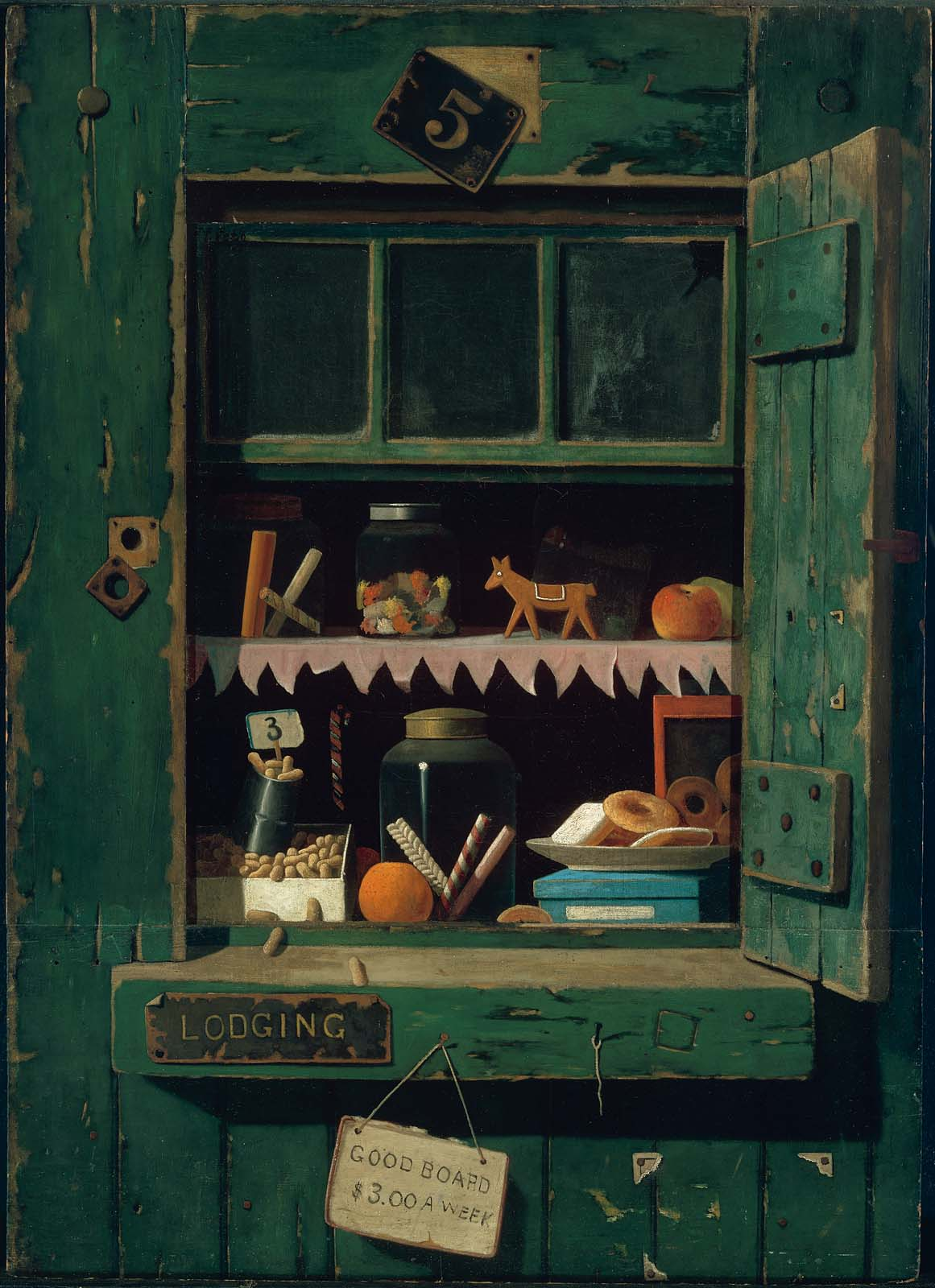
The Poor Man's Store ボストン美術館蔵

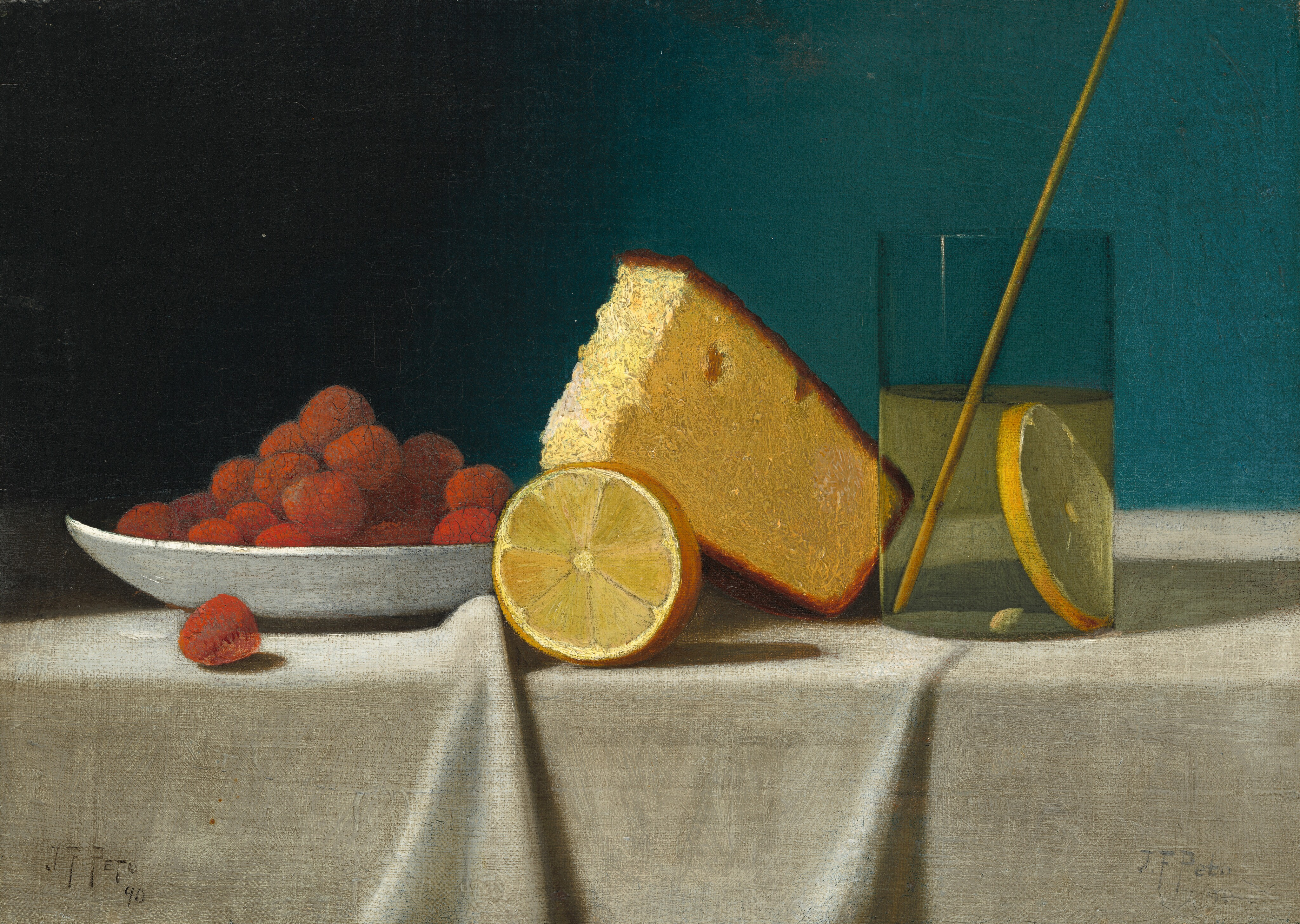
ケーキとレモンのある静物画 (1890)
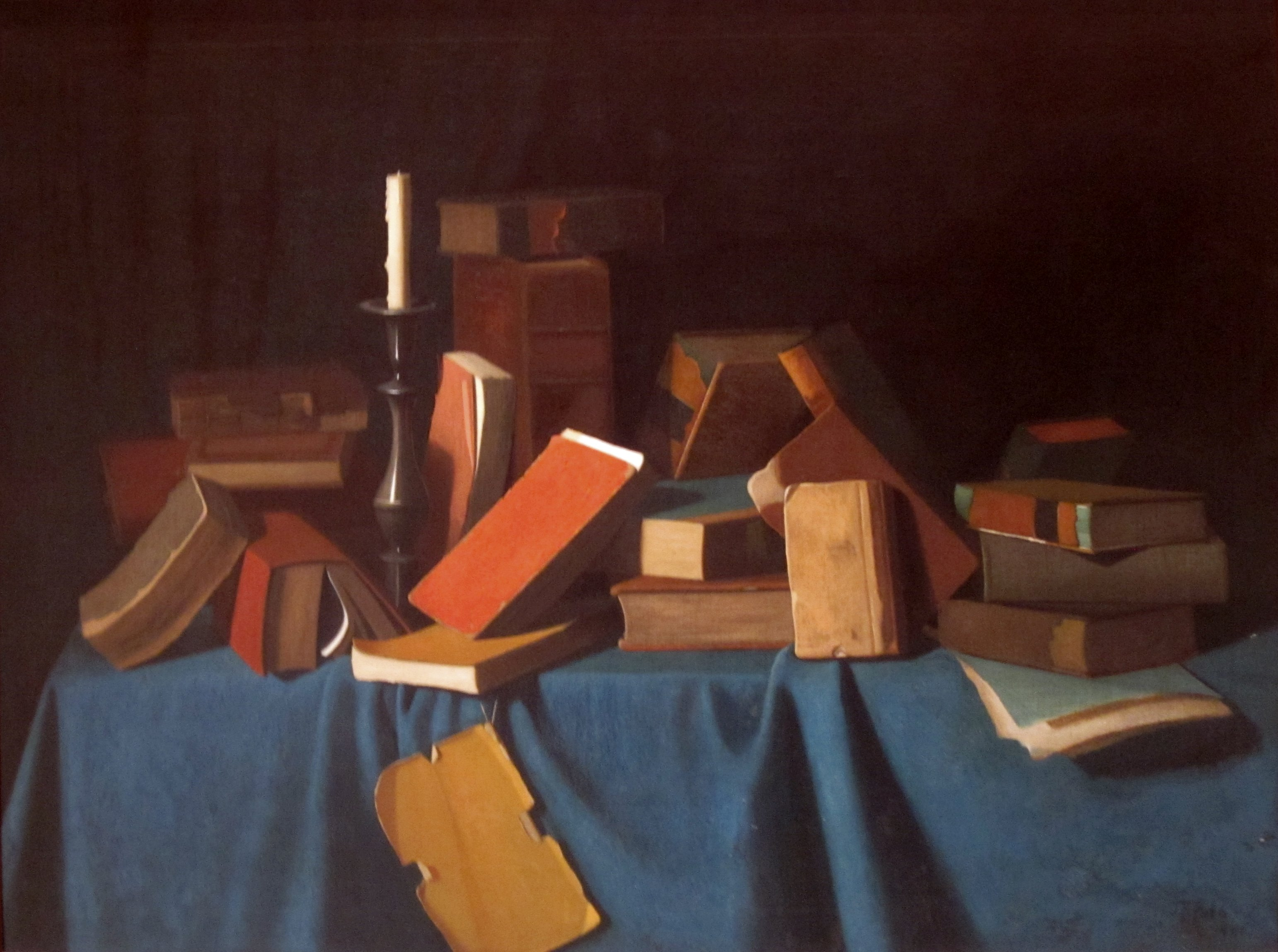
書斎で (1900) ティムケン美術館蔵
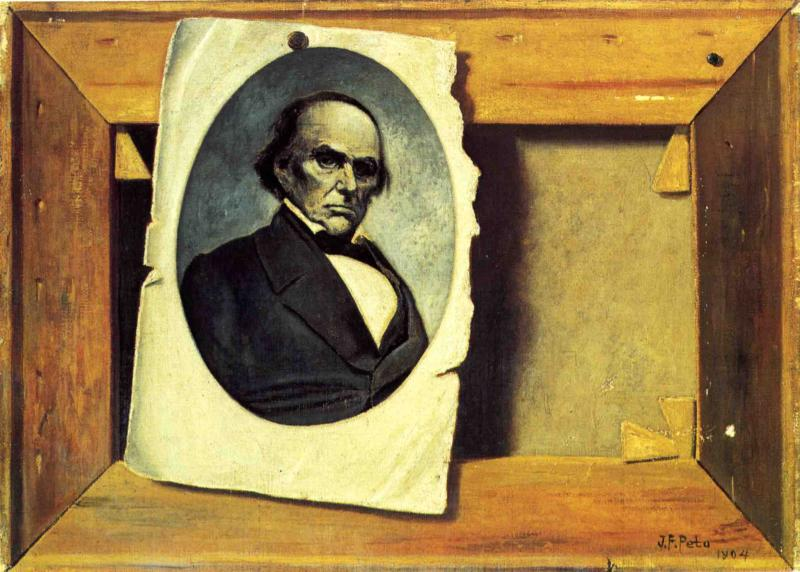
偉大な雄弁家(1904)